# Carl Beuermann

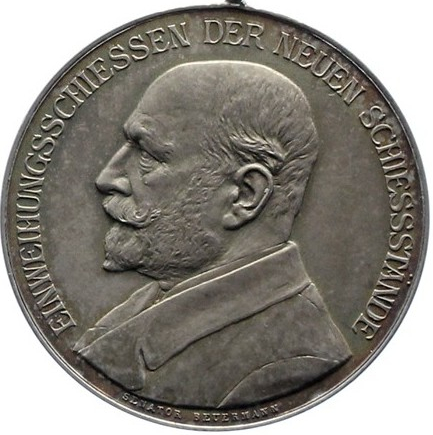
Schützensenator Beuermann;
Medaille von L. Chr. Lauer auf das Einweihungsschießen der neuen Schießstände 1905 in Hannover

Carl Beuermann (geboren 11. April 1855 in Oberscheden; gestorben 18. September 1937 in Hannover) war ein deutscher Unternehmer, Kommunalpolitiker und Schützen-Senator.

## Leben
Der bei Hann.Münden geborene Beuermann wirkte seit dem Beginn seiner kaufmännischen Ausbildung 1869 in Hannover. Nach mehreren Jahren Tätigkeit in einer Börsenmakler-Firma machte er sich 1880 zunächst mit einem Waren-Agentur-Geschäft selbständig und übernahm er 1886 die in Hannover produzierende Margarinefabrik von Friedrich Salfeld & Co. Nachf. Schon vor dem Bau einer neuen Margarinefabrik in der Heinrichstraße eröffnete er eine erste Filiale für den Klein-Verkauf, der dann weitere 16 Filialbetriebe folgten.

### Margarine-Fabrik und Dampfmolkerei Carl Beuermann

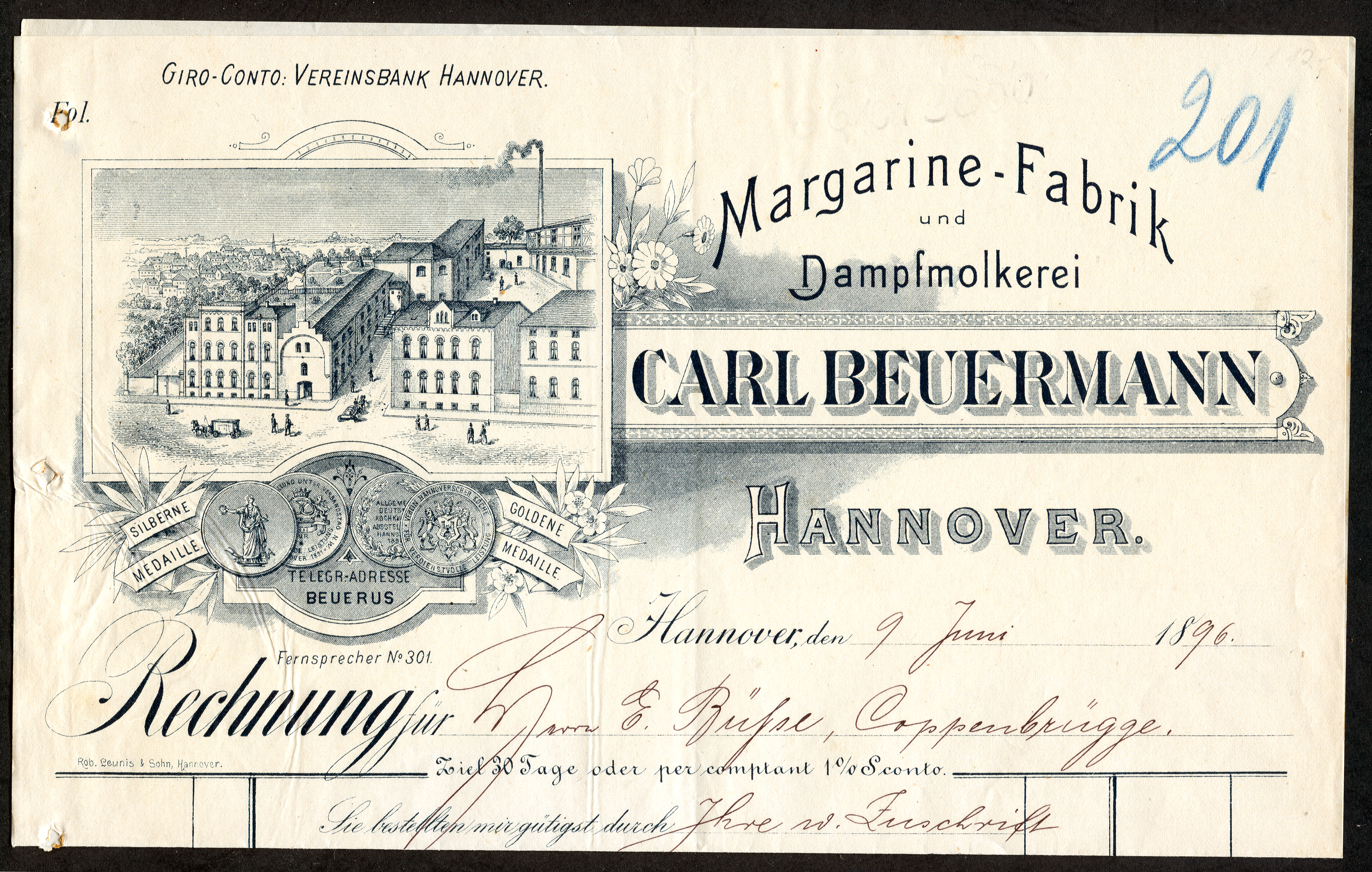
Margarine-Fabrik und Dampfmolkerei Carl Beuermann;
Stich auf dem Briefkopf einer Rechnung, datiert 1896; gedruckt von Rob. Leunis & Sohn

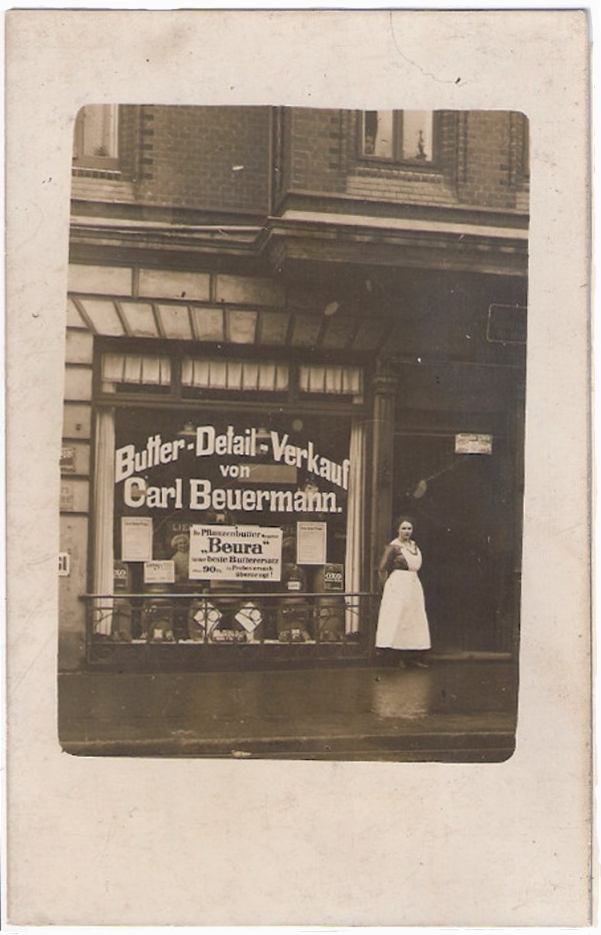
„Butter-Detail-Verkauf von Carl Beuermann“, Ladengeschäft mit Verkäuferin in weißer Schürze, Foto-Postkarte um 1900, Hannover-Linden

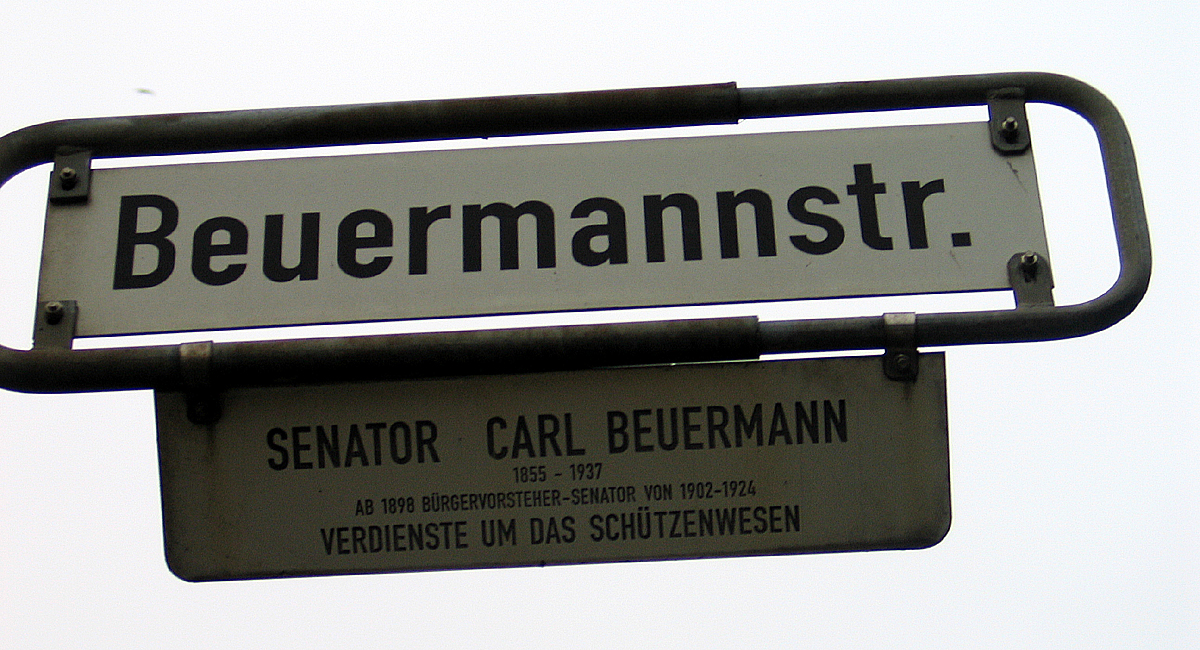
Straßenschild der Beuermannstraße zwischen dem Schützenplatz und der Ihme

Carl Beuermann war Inhaber der gleichnamigen Margarine-Fabrik und Dampfmolkerei Carl Beuermann in Hannover. Das Unternehmen hatte mit der Anschluss-Nummer 301 einen der ersten Fernsprechanschlüsse in Hannover. Im Jahr 1890 eröffnete Beuermann in dem durch Ferdinand Wallbrecht errichteten seinerzeitigen Neubau unter der damaligen Grupenstraße 12 eine „Detailniederlage“ für Butter und Margarine. Durch das gleichzeitige Angebot von echter Molkereibutter und Margarine im selben Geschäft wertete Beuermann die „Kunstbutter“ quasi auf.
Spätestens 1898 war die Firma „Mitglied der Vereinigung deutscher Margarinefabrikanten GmbH zur Wahrung der gemeinsamen Interessen der Margarine-Industrie und des Margarine-Handels“. Die Produkte der Fabrik waren mit mehreren Preisen ausgezeichnet worden:
- 1891: Silberne Medaille auf einer Ausstellung „unter Verbandstag N. W.“[2]
- ebenfalls in den 1890er Jahren: Goldene Medaille vom Verein hannoverscher Köche, Allgemeine deutsche Kochkunst-Ausstellung.[2]

Nachdem Beuermann im Jahr 1895 bereits sieben Filialgeschäfte in Hannover besaß, waren es im Jahr 1900 schon zehn, während seine „Margarinefabrik und Dampfmolkerei“ in der Heinrichstraße 13 firmierte.

### Kommunalpolitik und Schützenwesen
1898 wurde der Unternehmer zum Bürgervorsteher gewählt. Von 1902 bis 1924 bekleidete er das Amt eines Senators. Daneben hatte sich Carl Beuermann „Verdienste um das Schützenwesen“ erworben: 1901 wurde Beuermann zum Vorsitzenden des Schützenverbandes Nordwestdeutscher Bezirksverein gewählt, bis dieser zur Zeit des Nationalsozialismus 1935 infolge Gleichschaltung, Unterstellung unter den Reichsbund für Leibesübungen und Neuordnung des deutschen Schützenwesens in verschiedene Gaue aufgeteilt wurde und ab 1936 aufhörte zu existieren. Stattdessen wurde Carl Beuermann zum „Gausportleiter des Gaues 18 - Nordsee - ernannt.“ Nachfolge-Organisation des Nordwestdeutschen Bezirksvereins wurde der Niedersächsischer Sportschützenverband e.V.

## Beuermannstraße
- 1970 wurde ein Teil der ehemals Nordufer benannten Straße, die im Stadtteil Calenberger Neustadt zwischen der Ihme und dem Schützenplatz „von der Lavesallee zur Stadionbrücke“ führt, „nach dem Schützensenator ... umbenannt.“[1]